# Gerold Karl Hannabach
Gerold Karl Hannabach (* 5. Juli 1928 in Schönbach, Tschechoslowakei; † 11. April 2015 in Bubenreuth) war ein deutscher Gitarrenbauer.

## Leben
Gerold Karl Hannabach wuchs in einer Familie von Saitenmachern in Schönbach im Egerland auf. Er besuchte dort die Fachschule für Saiteninstrumentenbau und belegte die Fächer Geigen- und Streichbogenbau. Mit noch 16 Jahren musste er in den Krieg marschieren und geriet in französische Kriegsgefangenschaft.
Mit 17 Jahren folgte er den ausgewiesenen Schönbachern, die eine neue Heimat um Bubenreuth gefunden hatten, und begann eine Lehre als Zupfinstrumentenbauer bei Arnold Hoyer in Tennenlohe, der ebenfalls aus Schönbach stammte. Er schloss diese 1953 mit der Gesellenprüfung ab. Noch im gleichen Jahr machte er sich in Bubenreuth mit einer eigenen Werkstatt selbstständig.
Anfangs hielt er sich mit der Massenproduktion von Wandergitarren über Wasser. 1966 legte er die Prüfung als Gitarrenbaumeister ab. Es folgte die Berufung als Fachlehrer an die „Lehrwerkstätten für Musikinstrumentenbau“ in Bubenreuth und die Ernennung zum 2. Obermeister der Innung. Ab 1969 gab Hannabach dann nur noch individuell gebaute Instrumente „an interessierte Spieler und Solisten“ ab.
1973 ging er auf Studien- und Informationsreise durch Spanien, wo er sich mit so bekannten Gitarrenbauern wie Hernandez und Fleta austauschte. Seit 1978 war Hannabach Dozent international stattfindender „gitarrenbautechnischer Seminare“. 1979 war er ein maßgeblicher Mitbegründer des „Geigenbaumuseums Bubenreuth“, das er seitdem fachkundig begleitete. 1980 folgte die Ernennung zum „Öffentlich bestellten und vereidigten Sachverständigen für das Zupfinstrumentenmacherhandwerk“.
2002 wurde ihm das Bundesverdienstkreuz am Bande verliehen.
Gerold Karl Hannabach baute mehr als 4000 Instrumente, Wandergitarren, Kindergitarren, Ukulelen und zu guter Letzt die Solistengitarren, die seinen Namen in die Welt trugen. Sein Sohn Karl hat sich kurze Zeit nach dem Tod des Vaters dagegen entschieden, die berufliche Tradition fortzusetzen.